# Amphiduropsis
Amphiduropsis är ett släkte av ringmaskar. Amphiduropsis ingår i familjen Hesionidae.
Kladogram enligt Catalogue of Life:
| Amphiduropsis | \| \| Amphiduropsis axialensis \| \| \| \| \| \| Amphiduropsis fuscescens \| \| \| \| |
|               | \| \| Amphiduropsis axialensis \| \| \| \| \| \| Amphiduropsis fuscescens \| \| \| \| |
|               | Amphiduropsis axialensis                                                              |
|               |                                                                                       |
|               | Amphiduropsis fuscescens                                                              |
|               |                                                                                       |